# Veleposlaništvo Republike Slovenije v Bosni in Hercegovini
Veleposlaništvo Republike Slovenije v Bosni in Hercegovini (uradni naziv Veleposlaništvo Republike Slovenije Sarajevo, Bosna in Hercegovina) je diplomatsko-konzularno predstavništvo (veleposlaništvo) Republike Slovenije s sedežem v Sarajevu (Bosna in Hercegovina).
Trenutni veleposlanik je Damijan Sedar.

## Veleposlaniki
- Damijan Sedar (2021-danes)
- Zorica Bukinac (2017–2021)
- Iztok Grmek (2013–2017)
- Andrej Grasselli (2009–2013)
- Nataša Vodušek (2006–2009)
- Tadej Labernik (2001–2005)
- Drago Mirošič (1996–2000)